# Orlando Zapata
Pour les articles homonymes, voir Zapata.
Orlando Zapata Tamayo, né le 15 mai 1967 à Santiago de Cuba et mort le 23 février 2010 à La Havane. Célèbre activiste et prisonnier politique cubain, décédé à la suite d’une grève de la faim de 85 jours, à l’âge de 42 ans.

## Éléments biographiques
Second fils d'une modeste lavandière de Banes, dans la province de Holguin, maçon et plombier de profession, Zapata aurait été membre du Movimiento Alternativa Republicana (Mouvement alternatif républicain) et du Consejo Nacional de Resistencia Cívil (Conseil national de résistance civile).

## Arrestation comme dissident
Le 20 mars 2003, treize jours après être sorti de prison et y avoir purgé une peine de trois mois pour outrage à la force publique, alors qu’il participait à une grève de la faim, organisée par l’Asamblea para Promover la Sociedad Civil en Cuba (Assemblée pour promouvoir la Société civile à Cuba) afin d’obtenir la libération des prisonniers politiques, Orlando Zapata est de nouveau arrêté et emprisonné avec 75 autres dissidents, puis transféré dans la prison Kilo 8, à Camagüey, pour s'y voir condamner à une peine cumulée de 36 années de prison pour outrage, désordre public et rébellion.

## "Prisonnier d'opinion"
Considérant les conditions de son arrestation et la disproportion de sa peine par rapport aux délits présentés, Amnesty International l’a reconnu comme prisonnier d'opinion du régime cubain.

## Grève de la faim et décès
En décembre 2009 (le 2 ou le 3), Zapata entama une grève de la faim pour dénoncer les conditions de sa détention dans la prison Kilo 8, réclamant celles dont Castro avait lui-même bénéficié lors de son incarcération en 1953, à la suite de l’attaque contre la garnison de Moncada (selon les sources officielles, il aurait commencé sa grève de la faim à cause du refus des Autorités d’équiper sa cellule d’un téléviseur, de chauffage et d’un téléphone...). 
Durant sa grève de la faim, Zapata refusa de prendre tout autre aliment que ceux que lui procurait sa mère, qui était autorisée à lui rendre visite tous les trimestres. 
Selon le Directoire démocratique cubain, le directeur lui rationna alors à l’extrême toute eau durant 18 jours, torture qui eut pour effet de l’affaiblir et lui causa finalement de graves insuffisances rénales.
Zapata poursuivant sa grève de la faim, fut alors interné dans l’Hôpital de Camagüey, où il fut nourri et traité par intraveineuses, contre son gré. Le 16 février 2010, son état s’aggrava tant qu’il fut transféré d’urgence à l’Hôpital Hermanos Ameijeras, à La Havane, où il mourut le 23 février, dans l’après-midi.
Zapata est, selon les informations actuellement disponibles, le premier prisonnier politique cubain à mourir à la suite d’une grève de la faim depuis le poète catholique Pedro Luis Boitel, décédé le 24 mai 1972.
Le lendemain de son décès, le président cubain Raúl Castro a exprimé publiquement des regrets, ajoutant que Cuba ne pratiquait plus la torture. 
Peu sensible à ce discours, le Parlement Européen a manifesté sa totale réprobation et, constatant qu'aucun progrès n'avait été accompli par les autorités cubaines en matière de respect des droits de l'homme, a voté le 11 mars 2010 une résolution réclamant la libération de tous les prisonniers politiques cubains.
Le dissident Manuel Cuesta Morúa estime qu'« on s’était acharné contre lui [Zapata Tamayo] parce qu’il était noir ».

## Controverse
Les autorités cubaines ne considèrent pas officiellement O. Zapata comme un activiste politique mais comme un condamné de droit commun.
- En effet, O. Zapata avait été plusieurs fois condamné pour différents délits, ne relevant pas du politique, entre 1988 et 2000[9].

- Néanmoins, sa participation à la grève de la faim de 2003, organisée et encadrée par l'Asamblea para Promover la Sociedad Civil en Cuba, organisation notoirement antigouvernementale, les motivations de ladite manifestation ainsi que la condamnation qui s'ensuivit, sont des éléments de nature à le considérer comme un condamné politique cubain de fait.

- Enfin, l'attitude très négative de la direction de la prison Kilo 8 à l'endroit du prisonnier - attitude et sévices[10] qui ont visiblement amené son décès - a conduit le président Castro à s'exprimer publiquement sur l'affaire, sans convaincre la communauté internationale.

## Sources
- « Récents », sur amnesty.org (consulté le 20 août 2020)